# Воля (река)
Воля — река в России, протекает по Рыбинскому району Ярославской области. Исток реки находится к югу от деревни Кузнецово, река течёт на север, а после деревни Кузнецово поворачивает на северо-запад, протеккает через Большое Погорелово, вблизи Милюшино (по левому берегу) и около деревни Костино (по правому берегу) впадает в водохранилище. Устье реки находится по левому берегу Рыбинского водохранилища, ниже (южнее) устья реки Ухра и выше (севернее) устья ручья Татьянка. Длина реки составляет 12 км.

## Данные водного реестра
По данным государственного водного реестра России относится к Верхневолжскому бассейновому округу, водохозяйственный участок реки — Рыбинское водохранилище до Рыбинского гидроузла и впадающие в него реки, без рек Молога, Суда и Шексна от истока до Шекснинского гидроузла, речной подбассейн реки — Реки бассейна Рыбинского водохранилища. Речной бассейн реки — (Верхняя) Волга до Куйбышевского водохранилища (без бассейна Оки).
Код объекта в государственном водном реестре — 08010200412110000010287.